# Slowenische Forschungsagentur
Die Slowenische Forschungsagentur (slowenisch Javna agencija za znanstvenoraziskovalno in inovacijsko dejavnost Republike Slovenije, Abkürzung: ARRS, auch ARIS) ist eine staatliche Einrichtung für Forschungsförderung in Slowenien.

## Aufgaben
Auf gesetzlicher Grundlage übernimmt die Agentur Koordination, Finanzierungsplanung und Controlling von Forschungsprojekten und Forschungsplanung in Slowenien. Insbesondere ist die Agentur an der Auswahl der aus dem Staatshaushalt finanzierten Mittel für Forschung beteiligt und fördert internationale Forschungskooperationen.